# Beer (cràter)
Beer forma part d'un grup relativament petit de cràters d'impacte de la Lluna situats a la Mare Imbrium, a l'est del cràter Timocharis. Just al nord-oest es troba el cràter Feuillée amb el qual forma parella.
És un cràter circular en forma de copa, amb una vora esmolada que no s'ha erosionat significativament. L'interior té una albedo més alta que la mar lunar circumdant, que és generalment una indicació d'un cràter relativament jove. Una cadena de cràters en arc s'alineen des de la vora cap al sud-oest, en una formació coneguda com Fossa d'Arquímedes.

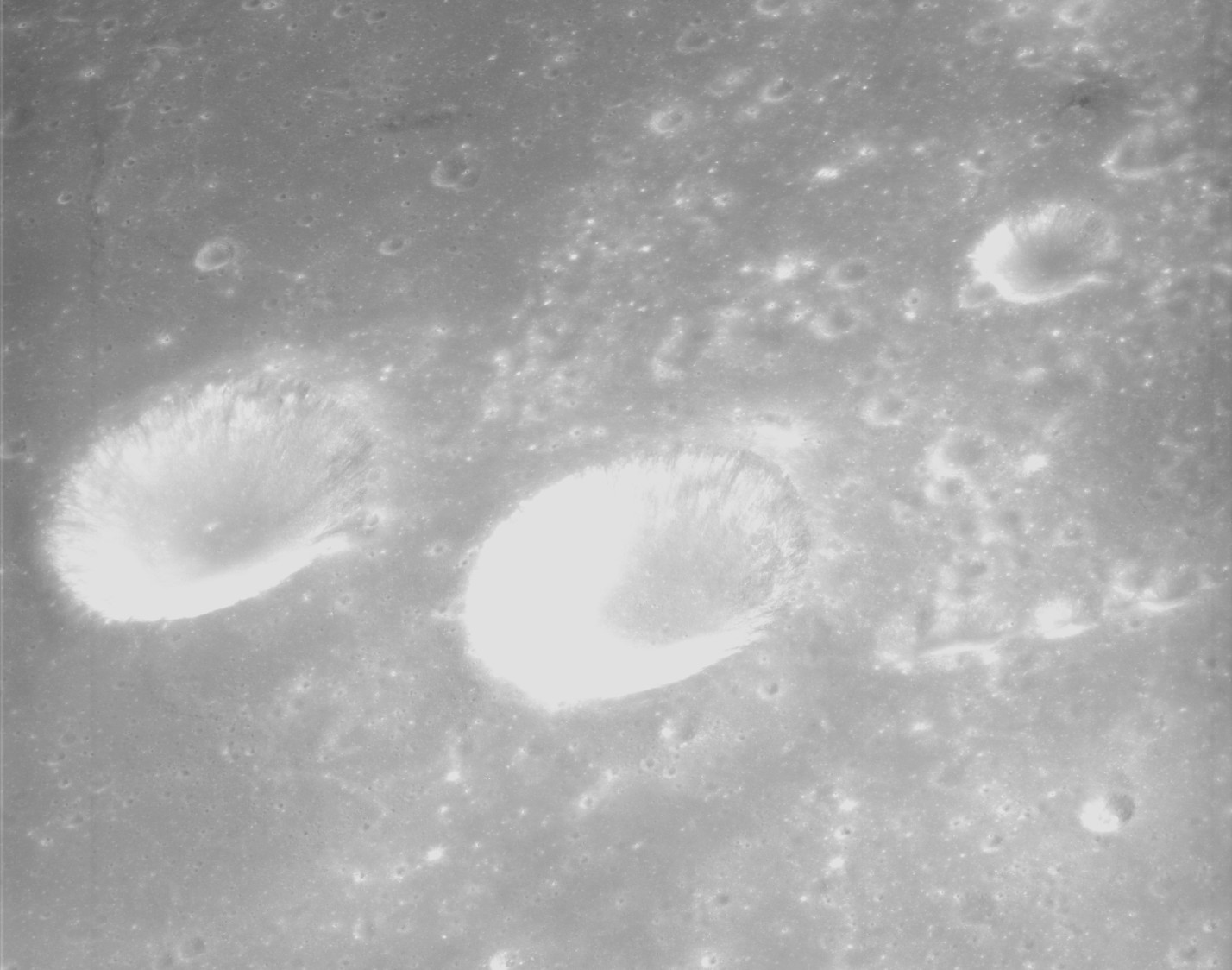
Fotografia de la missió Apollo 15
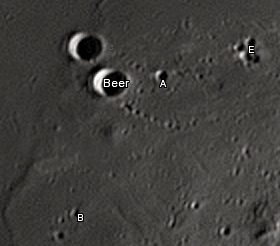
Cràters satèl·lit
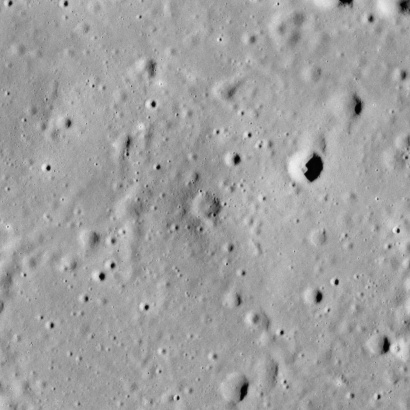
Dom sud del cràter Beer

La mar lunar a l'est té una albedo més alta que la superfície circumdant, i aquesta superfície més clara arriba a la base dels Montes Archimedes. A sud-est de Beer apareix un dom lunar amb un diàmetre comparable al del cràter.

## Cràters satèl·lit
Per convenció aquests elements són identificats en els mapes lunars posant la lletra en el costat del punt central del cràter que està més proper a Beer.
| Beer | Coordenades                        | Diàmetre |
| ---- | ---------------------------------- | -------- |
| A    | 27° 12′ N, 8° 36′ O / 27.2°N,8.6°O | 4 km     |
| B    | 25° 42′ N, 9° 00′ O / 25.7°N,9.0°O | 2 km     |
| E    | 27° 48′ N, 7° 48′ O / 27.8°N,7.8°O | 3 km     |